# Dolewave
Dolewave är en australisk musikgenre som uppstod i början av 2010-talet. Termen användes ursprungligen online som ett internskämt för att beskriva en av Melbournes oberoende musikscener och har sedan dess brukats av musikkritiker för flera andra australiska band som delar en DIY-moral och ett "speciellt och igenkännligt australiskt sound", ofta med influenser från 1980-talets jangle pop i form av lokala band såsom The Go-Betweens såväl som det nyzeeländska "Dunedin soundet".

## Lista över artister
- Courtney Barnett[2]
- Bed Wettin’ Bad Boys[3]
- Beef Jerk[4]
- Bitch Prefect[5]
- Dick Diver[5]
- Eddy Current Suppression Ring[6]
- Kitchen's Floor[5]
- Lower Plenty[5]
- The Ocean Party[5]
- Pop Singles[4]
- School of Radiant Living[5]
- Scott & Charlene's Wedding[4]
- The Stevens[5]
- Twerps[5]
- Panel of Judges